# Glauco (hijo de Minos)
En la mitología griega Glauco (en griego Γλαῦκος, Glaukós) era un hijo de Minos y de Pasífae que murió accidentalmente y fue posteriormente resucitado ora por Poliído, ora por Asclepio. Algunos dicen que Glauco y Poliído fueron incluso amantes.

## Resurrección por obra de Poliído
Se dice que Glauco, todavía niño, cuando perseguía a un ratón cayó en una vasija de miel y murió. Glauco se sintió malo del estómago tras tomar miel, al removérsele la bilis en gran cantidad, y se desmayó. Al desaparecer este, Minos, en compañía de Pasífae, emprendió una intensa búsqueda y consultó con los adivinos de Apolo el modo de encontrarlo. Apolo les profetizó que «un prodigio acaba de suceder entre vosotros; aquel que lo consiga explicar será capaz de recuperar el niño para vosotros». Después de oír estas palabras Minos comenzó a preguntar entre su pueblo acerca del prodigio. Unos dicen que los curetes lo informaron de que en sus rebaños había una vaca tricolor; quien mejor pudiera describir el color de esa vaca sería también capaz de devolverle vivo a su hijo. Otros que el propio pueblo cretense le explicó que un ternero que había nacido mudaba su color hasta tres veces al día, cada cuatro horas; primero era blanco, luego pelirrojo y finalmente negro.
Entonces Minos reunió a los adivinos para que explicasen el prodigio, pero como ninguno encontrara respuesta, Poliído, hijo de Cérano, y natural de Argos o Bizancio, observó que el ternero era como una morera o zarzamora, pues primeramente sus frutos son blancos, luego rojos, y cuando son segados, negros. Entonces Minos le dijo a Poliído: «de acuerdo a las palabras de Apolo, deberías ser tú capaz de traerme a mi hijo». Mientras que Poliído se encontraba observando los augurios, vio a una lechuza posada a la entrada de una bodega espantando a un enjambre de abejas. Interpretando el augurio fue capaz de tomar el cuerpo exánime del muchacho en la tinaja. Minos le dijo: «has encontrado su cuerpo. Ahora devuélvele la vida». Cuando Poliído alegó que eso era imposible, Minos ordenó que fuese enterrado en una tumba junto con el niño y allí también se colocó una espada.
Una vez sepultado dentro, cuando se hallaba sumamente perplejo vio que se acercaba al cadáver una serpiente; le arrojó una piedra y la mató, por miedo a que lo matasen a él si algo le sucedía al cuerpo; o bien usó su espada para matarla. Después llegó otra serpiente y, al ver muerta a la anterior, se alejó y regresó en seguida con una hierba que extendió sobre todo el cuerpo de la otra; tan pronto como le fue colocada la hierba, la serpiente revivió. Poliído contempló aquello admirado y aplicando la misma hierba al cuerpo de Glauco lo resucitó. Cuando se encontraba llamando a gritos desde el interior, un caminante se lo refirió a Minos, quien abrió la tumba y encontró a su hijo sano. Le concedió a Poliído muchos presentes que se llevó de vuelta a su país. Según Eurípides, Minos, aunque había recobrado al niño, no permitía que Poliído volviese a Argos hasta haber enseñado a Glauco el arte adivinatoria. Poliído así forzado lo instruyó, pero a punto de zarpar ordenó a Glauco que le escupiese en la boca: Glauco lo hizo y olvidó el arte de la adivinación.

## Resurrección por obra de Asclepio
Otros creen que fue Esculapio quien resucitó a Glauco. Dicen que cuando a Esculapio se le dio la orden de resucitar a Glauco, y estaba confinado en una prisión secreta, mientras meditaba lo que debía hacer, se dice que una serpiente se le subió al bastón. Distraído, Esculapio la mató, golpeándola una y otra vez con su bastón mientras intentaba huir. Más tarde otra serpiente llegó allí, trayendo una hierba en su boca, y la colocó sobre su cabeza. Una vez hecho esto, ambas huyeron del lugar. Entonces Esculapio, usando la misma hierba, devolvió la vida a Glauco. Y así la serpiente se pueso bajo la tutela de Esculapio y también entre las estrellas: esta es la leyenda del catasterismo de la Serpiente.

## Váse también
- Damasén, en cuyo mito una serpiente muerta es resucitada por otra.
- Tiresias, que mató a una serpiente con su bastón y tuvo un desenlace sobrenatural.